# كولن ستينتون
كولن ستينتون (بالإنجليزية: Colin Stinton)‏ (و. 1947 – م) هو ممثل من كندا. ولد في كالغاري.

## جوائز
حصل على جوائز منها:
- جائزة المسرح العالمي (1978).[3]

## وصلات خارجية
- كولن ستينتون على موقع IMDb (الإنجليزية)
- كولن ستينتون على موقع ألو سيني (الفرنسية)
- كولن ستينتون على موقع ميوزك برينز (الإنجليزية)
- كولن ستينتون على موقع أول موفي (الإنجليزية)
- كولن ستينتون على موقع قاعدة بيانات برودواي على الإنترنت (الإنجليزية)
- كولن ستينتون على موقع قاعدة بيانات الأفلام السويدية (السويدية)
- كولن ستينتون على موقع قاعدة بيانات الفيلم (الإنجليزية)
- كولن ستينتون على موقع كينوبويسك (الروسية)